# Xerocampylaea zelebori
Xerocampylaea zelebori е вид охлюв от семейство Hygromiidae. Видът не е застрашен от изчезване.

## Разпространение
Разпространен е в Босна и Херцеговина, Румъния, Сърбия и Черна гора.

## Описание
Популацията на вида е стабилна.